# Għajnsielem
Għajnsielem är en ort och kommun i republiken Malta. Den ligger på ön Gozo i den nordvästra delen av landet, 25 kilometer nordväst om huvudstaden Valletta. Till kommunen hör också öarna Comino (Kemmuna) och Kemmunett samt hamnorten  Mġarr med färjeförbindelse till huvudön Malta.